# Aloe harlana
Aloe harlana là một loài thực vật có hoa trong họ Măng tây. Loài này được Reynolds mô tả khoa học đầu tiên năm 1957.

## Hình ảnh

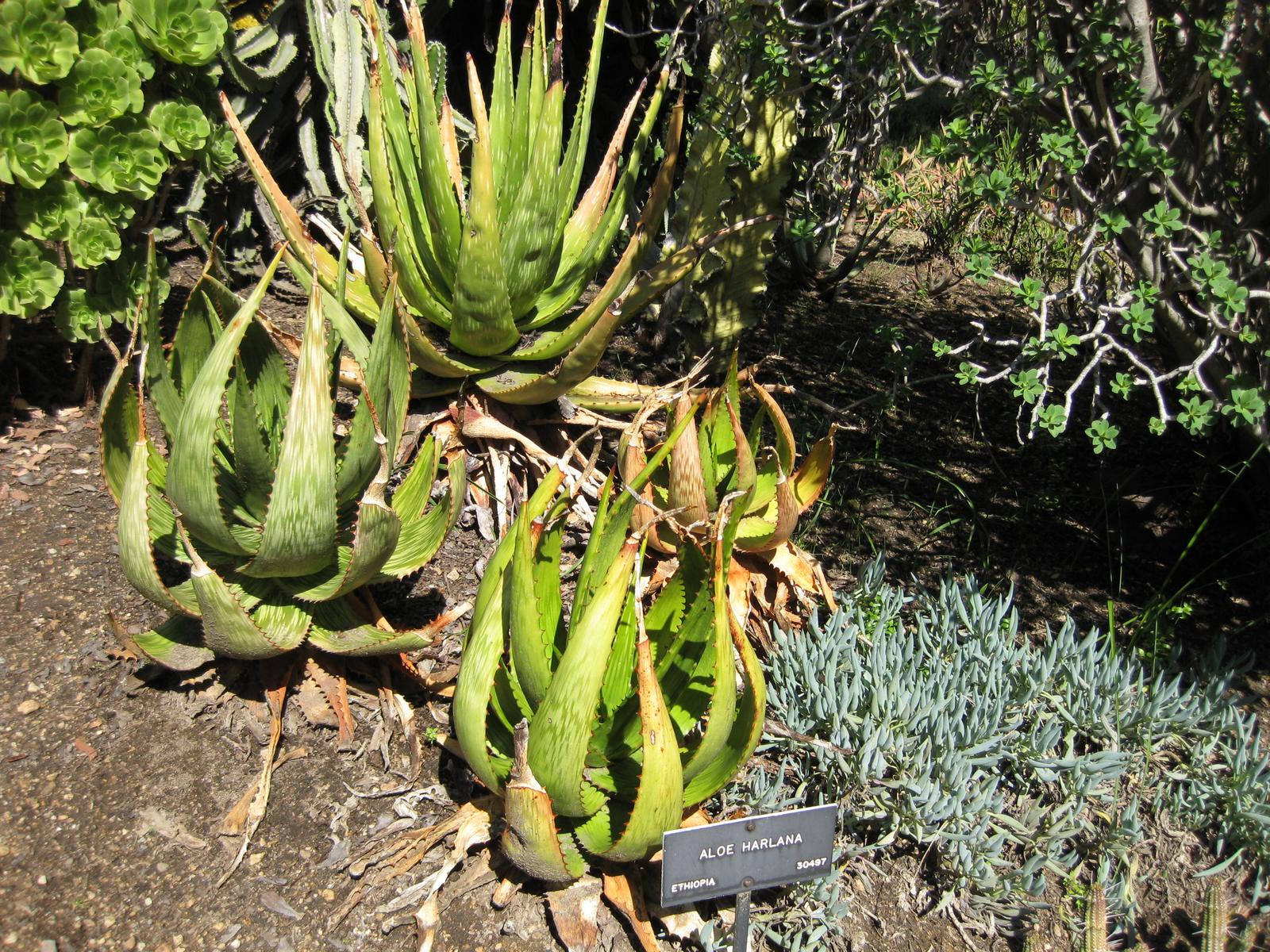
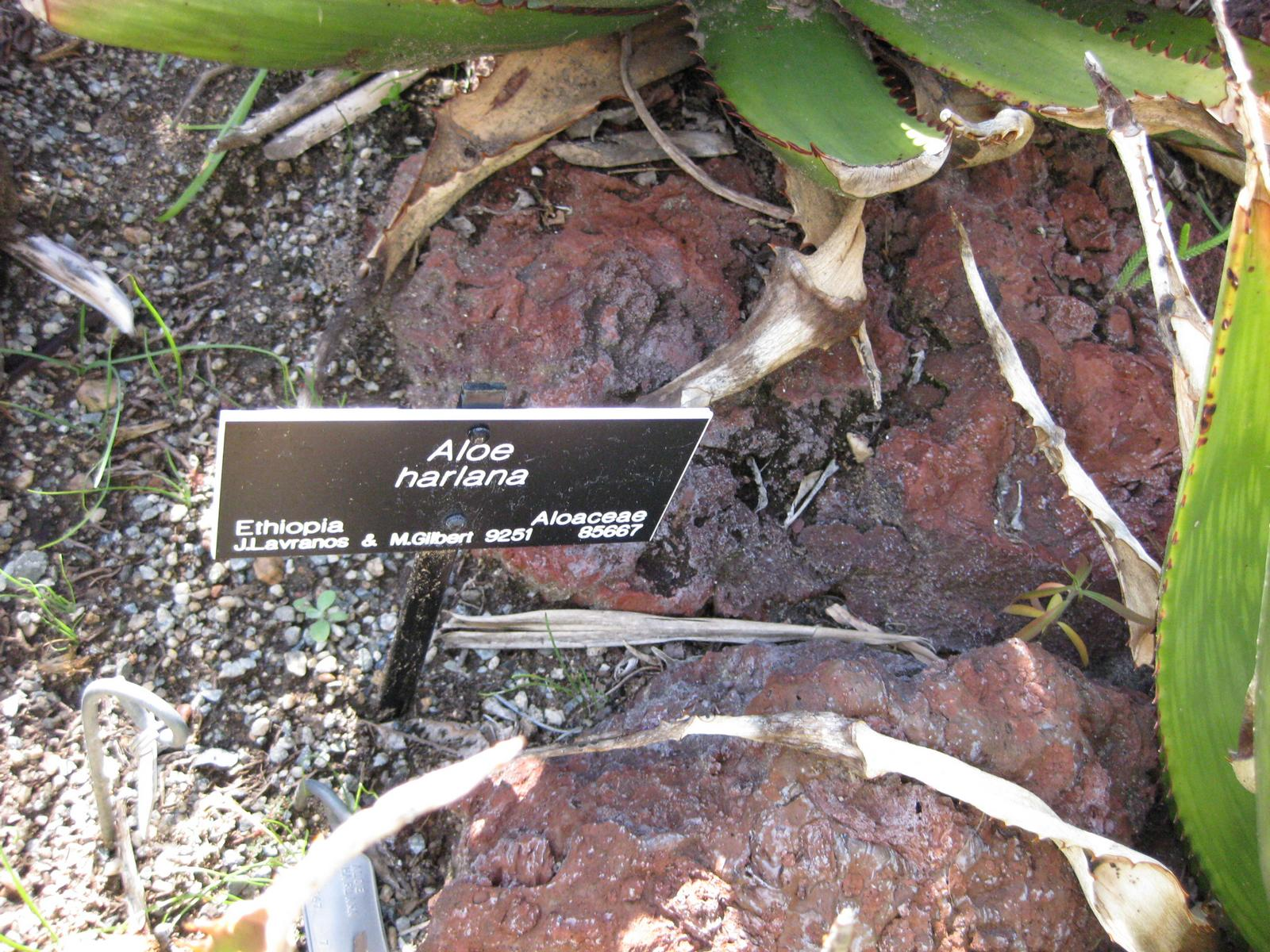